# Goephanes
Goephanes är ett släkte av skalbaggar. Goephanes ingår i familjen långhorningar.

## Dottertaxa tillGoephanes, i alfabetisk ordning[1]
- Goephanes albolineatipennis
- Goephanes albosignatus
- Goephanes albosticticus
- Goephanes basiflavicornis
- Goephanes biflavomaculatus
- Goephanes bipartitus
- Goephanes comorensis
- Goephanes continentalis
- Goephanes cristipennis
- Goephanes fasciculatus
- Goephanes flavovittipennis
- Goephanes funereus
- Goephanes fuscipennis
- Goephanes fuscipes
- Goephanes fuscovariegatus
- Goephanes griveaudi
- Goephanes humeralis
- Goephanes interruptus
- Goephanes luctuosus
- Goephanes mediovittatus
- Goephanes mediovittipennis
- Goephanes minimus
- Goephanes niviplagiatus
- Goephanes notabilis
- Goephanes obliquepictus
- Goephanes ochreosticticus
- Goephanes olivaceus
- Goephanes pacificus
- Goephanes parteauricollis
- Goephanes pauliani
- Goephanes pictidorsis
- Goephanes pictipennis
- Goephanes pictoides
- Goephanes pictus
- Goephanes ralaisalamai
- Goephanes rufescens
- Goephanes ruficornis
- Goephanes rufoflavus
- Goephanes transversepictus
- Goephanes vadoni
- Goephanes varicolor
- Goephanes viettei
- Goephanes virgulifer
- Goephanes zebrinoides
- Goephanes zebrinus